# Frits Schipper
Fredrik Jan ("Frits") Schipper (Ambt Almelo, 24 december 1904 – Almelo, 23 januari 1989) was een Nederlands voetballer die als middenvelder speelde.
Schipper speelde bij Heracles en was de eerste international van die club. Hij speelde zijn enige wedstrijd in het Nederlands voetbalelftal te Antwerpen, op 1 april 1928 in de met 1-0 verloren oefenwedstrijd tegen België. Hij maakte ook deel uit van de selectie voor de Olympische Zomerspelen in 1928 maar kwam niet in actie. Hij huwde in 1929 en kreeg in 1931 een zoon.